# Pedro de Silva Cienfuegos-Jovellanos
Pedro de Silva Cienfuegos-Jovellanos (Gijón, 18 d'agost de 1945) és un polític socialista asturià expresident del Principat d'Astúries. Era fill de Pedro de Silva Sierra, degà dels advocats de Gijón. En la seva joventut, va estudiar al Col·legi de la Immaculada (promoció de 1962), de la Companyia de Jesús. Amb l'arribada de la democràcia a Espanya el 1975 funda el partit Democràcia Socialista Asturiana (DSA), que més tard s'integraria en el PSP per a acabar formant part de la Federació Socialista Asturiana del PSOE el 1978. Fou elegit diputat per Astúries a les eleccions generals espanyoles de 1979 i el 1982 fou Secretari Segon de la Comissió de Pressupostos del Congrés dels Diputats. Fou reescollit diputat a les eleccions generals espanyoles de 1982, però el 1983 renuncià a l'escó per presentar-se a les eleccions asturianes.
En maig de 1983 va resultar vencedor de les eleccions a Astúries, amb el que va ser elegit president del Principat. Va repetir triomf en la següent convocatòria, mantenint-se en el càrrec fins a maig de 1991. Aquest any es va retirar de la pràctica de la política activa.
Des de llavors centra la seva activitat en la creació literària. Prova d'això és que col·labora de forma habitual amb diverses publicacions periòdiques i revistes. Ha guanyat el premi "La sonrisa vertical" pel seu llibre de relats Kurt, el 1998. Està casat amb Asunción Marbán Miranda i tenen 3 fills.

## Obres

### Assajos
- El regionalismo asturiano
- Asturias, realidad y proyecto
- El druida del bosque
- Miseria de la novedad
- Las fuerzas del cambio

### Novela
- Proyecto Venus letal
- Dona y Deva
- "Una semana muy negra"
- "El tranvía"

### Poesia
- La ciudad
- La Luna es un instrumento de trabajo